# Jannette Burr
Pour les articles homonymes, voir Burr.
Jannette Burr, née le 30 avril 1927 à Seattle et morte le 26 juillet 2022 dans la même ville, est une skieuse alpine américaine originaire de Sun Valley.

## Palmarès

### Jeux olympiques d'hiver
| Épreuve / Édition | Descente     | Slalom géant | Slalom |
| JO 1952 Oslo      | Disqualifiée | 22e          | 15e    |

### Championnats du monde
| Épreuve / Édition   | Descente     | Slalom géant | Slalom | Combiné                          |
| Mondiaux 1950 Aspen | 7e           | 19e          | 14e    | Épreuve inexistante à cette date |
| JO 1952 Oslo        | Disqualifiée | 22e          | 15e    | Épreuve inexistante à cette date |
| Mondiaux 1954 Åre   | 4e           | Bronze       | 24e    | 9e                               |

### Arlberg-Kandahar
- Meilleur résultat : 2e place dans le combiné 1954 à Garmisch